# Skřítek v Central Parku
Skřítek v Central Parku, známý také jako Stanleyho kouzelná zahrada (v anglickém originále A Troll in Central Park) je americký animovaný film z roku 1994, režírovaný Donem Bluthem a Garym Goldmanem (tvůrci filmů Charlie a Země dinosaurů). Film byl uveden 7. října 1994 společností Warner Bros.

## Děj
Příběh začíná v oblasti zvané "Království skřítků", kde bydlí skřítek jménem Stanley. Stanley má kouzelný zelený palec, který mu umožňuje dělat krásné květiny objevující se díky pouhému dotyku. V Království skřítků jsou ale květiny zakázány a proto je Stanley nucen všechny, které vytvořil, schovávat. Chce dokončit květinovou sbírku šípkových růží, ale toho dne ho ostatní skřítkové prokouknou a odvedou Stanleyho ke Gnoře, královně skřítků. Po vyhodnocení situace Gnora usoudí, že jim Stanley dělá špatnou pověst a chce ho proměnit v kámen. Nicméně její manžel, král Llort, navrhne, aby byl místo toho vykázán na "místo kamenů a železa, kde nic neroste". Gnora mu ihned vyhoví a pošle Stanleyho do Central Parku. Po mnoha malérech v New Yorku se Stanley skrývá pod mostem.
Mezitím se dvě děti Gus a Rosie v manhattanském apartmánu připravují na vycházku po Central Parku s jejich otcem, ten synovi ale řekne, že se musí připravovat na soudní líčení a tím ho velice rozzlobí. Poté se Gus ptá matky, jestli s nimi nepůjde ona, ale ta jde na kolaudaci nového domu na Park Avenue. Matka se s ním rozloučí a nechá Guse a jeho malou sestru Rosie s chůvou Marií doma. Gus s malou Rosie v kočárku potichu opustí jejich apartmán a jdou do Central Parku. Zatímco si Gus hraje s lodičkou, děti náhodou objeví Stanleyho schovaného v dutině pod mostem a spřátelí se s ním. Když se Gus pokouší donutit Rosie, aby s ním šla domů, Rosie začne plakat, což upoutá pozornost královny Gnory. Když zjistí, že Stanley není nešťastný, okouzlí Guse, který začne brečet a z jeho pláče vznikne bouřící moře, které je má všechny utopit. Stanley zachrání všechny děti i sebe pomocí zeleného prstu, kterým promění Gusovu lodičku ve skutečnou loď řízenou mluvící květinkou.
Královna Gnora se rozhodne, že zničí Stanleyho štěstí jednou pro vždy tím, že vymaže Central Park z povrchu Země zuřivým tornádem. Gus a Rosie se stihnou před tou zkázou schovat doma, a proto přijde Gnora k nim a unese Rosie. Gus jde za Stanleyem a žádá ho o pomoc, ale ten tvrdí, že se nevyrovná Gnořiným kouzlům. Gus naštvaně řekne Stanleymu, že se bojí postavit Gnoře, a že když se bude bát bojovat za to v co věří, nikdy se mu nesplní jeho sny. Gus se vydá čelit Gnoře sám, s několika mluvícími květinami a zvířátky, kteří se otočili ke Stanleymu, kvůli jeho zbabělosti, zády. Gus najde a osvobodí Rosie z kanálu, jenže Gnora ho objeví a promění ve skřítka, zatímco Rosie utíká pryč a náhle spadne do rokliny, objeví se Stanley v létající lodi a zachrání ji. Stanley se postaví Gnoře a v prstové bitvě, která končí jeho palcem nahoře, a způsobí, že po Gnořině těle rozkvetou květiny. Když se Stanley, Gus a Rosie snaží uprchnout, Gnora zmaří jejich poslední úsilí a ovládne Guse s kouzelným palcem, který použije aby přeměnila Stanleyho v kámen. Gus a Rosie jsou hozeni zpět do jejich apartmánu a zkamenělý Stanley do popelnice. Gnora se prohlásí za vítězku, ale netrvá dlouho než se plně promění v šípkový keř. Gnora, Llort a její pes jsou uneseni z New Yorku tornádem, které vyslali proti dětem a skřítkovi, a díky tomu se Gus promění opět v člověka.
Příštího dne se jdou Gus, Rosie s jejich rodiči podívat na zničený Central Park, na místo kde stojí Stanleyho zkamenělá socha. Gus zkusí použít jeho kouzelný prst jako za času, když byl skřítkem, a zatlačí na sochu Stanleyho, ale zdá se, že bezvýsledně. Když odcházejí, ještě se otočí a najednou oživnou a rozveselí se jako nikdy. Obživený Stanley obnovuje Central Park a mění New York v krásné město plné kvetoucích květin. Zda Stanleyho viděli i rodiče nikdo neví.
Po Gnořině proměně v šípkový keř se stal Llort novým Králem skřítků a to se konečně stalo šťastnějším místem. A její pes kouše Llorta více než předtím.

## Hlavní postavy
- Stanley - hlavní hrdina příběhu, hodný skřítek obdařen zeleným prstem, po jehož dotyku na místě vykvetou rostlinky a kvůli tomu je zlou královnou vyhoštěn do Central Parku, kde potká děti, které musí chránit před Gnorou
- Gus - malý chlapec naštvaný na své zaneprázdněné rodiče, vezme malou sestřičku do Central Parku, kde potkají skřítka Stanleyho a jsou nuceni bojovat s ním proti zlé Gnoře, v průběhu příběhu je Gus proměněn ve skřítka a zakusí jaké to je mít kouzelný prst
- Rosie - mladší sestra Guse, která objeví Stanleyho a spřátelí se s ním. Když se ji Gus pokouší odvést domů, rozbrečí se, upoutá Gnořinu pozornost a ta ji unese. Gus a Stanley ji ale vysvobodí.
- Gnora - zlá královna skřítků nesnášející květiny, která má schopnost proměnit ostatní v kámen. Vyhostí Stanleyho kvůli tvoření kytiček, snaží se zničit Central Park, unese Rosie a promění Guse ve skřítka. Na konci ji ovšem Stanley díky svému zelenému prstu promění v šípkový keř.
- Llort - manžel královny Gnory, který se ji neustále snaží klidnit. Je ten, který rozhodne, aby byl Stanley vyhoštěn a ne proměněn v kámen. Neustále ho kouše Gnořin pes.
- Alan a Hillary - rodiče Guse a Rosie